# Baoting
Baoting (chiń. 保亭黎族苗族自治县; pinyin: Bǎotíng Lízú Miáozú Zìzhìxiàn) – powiat autonomiczny mniejszości etnicznej Li i Miao w Chinach, w prowincji Hajnan. W 1999 roku liczył 155 575 mieszkańców.